# Marc Forster
Marc Forster (Illertissen, Baviera, Alemanya, 1969) és un director de cinema i guionista suís.

## Biografia
Va criar-se a Davos, comuna ubicada a l'est de Suïssa. Tot i que va néixer a Alemanya, es considera a si mateix com un suís. La primera pel·lícula que va veure al cinema fou Apocalypse Now de Francis Ford Coppola, quan tenia 12 anys.
El 1990, a l'edat de 20 anys, Forster va traslladar-se a Nova York. Durant els següents tres anys va estudiar a la Universitat de Nova York, fent-hi diversos documentals. El 1995 es traslladà a Hollywood i hi feu una pel·lícula de baix pressupost titulada Loungers, la qual guanyà el Slamdance Audience Award. La primera pel·lícula de Forster fou el drama Everything Put Together, nominada al Grand Jury Prize del Festival de Cinema de Sundance.
Monster's Ball (2001) el feu conegut com a director. Halle Berry guanyà el premi Oscar a la millor actriu pel seu paper en aquesta pel·lícula. El seu següent treball, Descobrir el País de Mai Més (2004), fou nominada a cinc premis Globus d'Or i set premis Òscar, incloent millor pel·lícula i millor actor (Johnny Depp).
La seva següent pel·lícula, un trhiller titulat Stay, fou estrenat l'octubre del 2005, no fou ben rebut pels crítics.
El 2006 va dirigir Superant la ficció, una comèdia subrealista protagonitzada per Will Ferrell.
Marc Forster, juntament amb Renée Zellweger, formaren part de la campanya de prevenció de la sida creada pel departament de salut de Suïssa el 2005.
El juny del 2007 fou anunciat com el director de la nova pel·lícula de James Bond, que s'estrenaria el 2008.

## Filmografia
- Monster's Ball (2001)
- Descobrir el País de Mai Més (2004)
- Stay (2005)
- Superant la ficció (2006)
- Milotxes al cel (2007)
- 36 (2007)
- Quantum of Solace (2008)
- The Chancellor Manuscript (2011)
- El soldat de Déu (2011)